# ウスマン・ユスポフ
ウスマン・ユスポフ（ウズベク語: Усмон Юсупович Юсупов、1900年3月1日 - 1966年5月7日）は、ウズベク・ソビエト社会主義共和国の政治家であり、ソビエト連邦共産党員である。

## 生涯
ユスポフは1900年3月1日にフェルガナ州カプタルハナ村で生まれた。彼は若くして労働に従事し、そのキャリアを築いていった。
1908年には村の小作人として働き、1916年には農場の労務者となった。

### 政治活動の開始と昇進
ユスポフは1926年から1927年にかけて共産党に入党し、タシュケント州プリゴロドヌイ地区建設者組合の副議長、後に議長を務めた。その後も労働組合畑での昇進を続け、1927年から1928年にはタシュケント管区建設者労働組合議長、1928年3月にはタシュケント州労働組合副議長に就任している。
1928年9月にはウズベキスタン共産党タシュケント管区委員会組織課主任および書記となり、党内での地位を確立した。1929年3月にはウズベキスタン共産党中央委員会書記にまで昇り詰めた。

### 中央での要職
1931年9月から1934年12月にかけて、ユスポフは全連邦労働組合中央評議会中央アジア局議長を務めた。この期間中、彼は1934年から1936年にかけてソ連共産党中央委員会附属マルクス・レーニン主義課程を修了し、政治的・思想的基盤を強化した。
1936年12月にはウズベク・ソビエト社会主義共和国食料産業人民委員に任命された。

### ウズベキスタン共産党第一書記時代
1937年9月から1950年4月まで、ユスポフはウズベキスタン共産党中央委員会第一書記というウズベク・ソビエト社会主義共和国における最高位の役職を務めた。特に1937年10月からは、全連邦共産党（ボリシェヴィキ党）タシケント市委員会第一書記を兼任している。彼の在任期間は、スターリンの大粛清期を含んでおり、その中で彼は比較的長期にわたって指導的地位を維持した。

### ソ連中央政府での経験と晩年
1950年4月から1953年3月にかけて、ユスポフはソ連綿花栽培相を務め、ソ連中央政府の閣僚として活動した。ウズベクSSRは綿花の一大生産地であり、この職務は彼の出身地の経済と深く関わるものであった。
ソ連綿花栽培相の任期を終えた後、1953年3月から1955年12月まで、ウズベク・ソビエト社会主義共和国閣僚会議議長を務めた。
1955年12月にはタシュケント州バヤウツキー地区第4ソフホーズ長に就任した。1959年2月に年金生活に入ったが、1962年にはタシュケント州ヤンギユリスキー地区「ハルカバード」コンビナート長として再び公職に復帰した。

### 議員活動と受章
ユスポフは1938年から1950年までソ連最高会議幹部会議員を務め、1939年から1956年まではソ連共産党中央委員会委員であった。
彼の功績に対し、レーニン勲章、労働赤旗勲章、名誉記章勲章、一等祖国戦争勲章が授与された。

ユスポフは1966年5月7日に死去した。